# The Elder Scrolls II: Daggerfall
The Elder Scrolls II: Daggerfall, vanligen endast kallat Daggerfall, är ett rollspel utvecklat av Bethesda Game Studios. Det är den andra delen i spelserien The Elder Scrolls. Det släpptes i Europa och Nordamerika under 1996 för plattformen MS-DOS. Den 9 juli 2009 gjorde Bethesda spelet gratis från Elder Scrolls-seriens hemsida. Det går att köra på modernare maskiner med emulatorn DOSbox. Miljöerna i spelet autogenereras av mjukvaran.
Spelet är en efterföljare till The Elder Scrolls I: Arena, som är den första titeln i spelserien. Daggerfall använder sig av 3D-motorn XnGine.